# ピエリック・フェドリゴ
ピエリック・フェドリゴ（Pierrick Fédrigo、1978年11月30日- ）は、フランス、マルマンド出身の自転車競技（ロードレース）選手。

## 主な戦歴
1999年、クレディ・アグリコルとトレーニー契約。
2002年
- ツール・デュ・リムザン 区間1勝（第4）。
- パリ〜コレーズ 区間1勝（第3）。

2003年
- ツール・ド・ラブニール 区間1勝（第6）。

2004年
- ツール・デュ・リムザン 区間1勝(第2)、総合優勝。

2005年、ブイグ・テレコム（現 ヨーロッパカー）に移籍。
- ショレ＝ペイ・ド・ロワール 優勝。
- フランス国内選手権・個人個人ロードレース 優勝。
- ダンケルク4日間レース 総合優勝

2006年
- ダンケルク4日間レース 区間1勝（第4）。
- ツール・ド・フランス第14ステージを勝利。
- ツール・デュ・リムザン 区間1勝（第1）。

2007年
- ツール・デュ・リムザン総合優勝。

2008年
- ダンケルク4日間レース 区間1勝（第4）、総合2位。
- カタルーニャ一周 区間1勝（第3）。
- 8月25日に行われたGP西フランス・プルエーでは、同タイムゴールとなった、アレッサンドロ・バッランを下し優勝を果たした。

2009年
- ダンケルク4日間レース 区間1勝（第5）。
- ドーフィネ・リベレ 区間1勝（第6）、総合6位、山岳賞。
- ツール・ド・フランス第9ステージにおいて、ステージ前半より、フランコ・ペッリツォッティと2人でダスパン峠、ツールマレー峠の二箇所の難関を含む行程を最後まで牽引。最後はペッリツォッティを降し、区間優勝を果たした。

2010年
- クリテリウム・アンテルナシオナル 区間1勝（第1）、総合優勝
- ツール・ド・フランス第16ステージ勝利。

2011年、FDJ（後の FDJ・ビッグマット）に移籍。
- グランプリ・シクリスト・ド・モンレアル 2位

2012年
- クリテリウム・アンテルナシオナル 区間1勝（第3）、総合2位
- ダンケルク4日間レース 総合6位
- ツール・ド・フランス第15ステージ勝利。

2013年
- ツール・デュ・オー・ヴァル 総合4位
- クリテリウム・アンテルナシオナル 総合8位
- パリ〜カマンベール 優勝